# Landratswahlen in Sachsen 1995
Landratswahlen in Sachsen 1995 fanden in drei Landkreisen am 3. Dezember statt. In allen Kreisen siegten die CDU-Bewerber.

## Wahlsystem
Bei den Wahlen hatte jeder Wähler eine Stimme. Es galten die Prinzipien der Mehrheitswahl. Im ersten Wahlgang musste ein Kandidat die Mehrzahl der abgegebenen Stimmen, das heißt die absolute Mehrheit, auf sich vereinen, um gewählt zu werden. Erzielte kein Bewerber die absolute Mehrheit wäre ein zweiter Wahlgang, eine sogenannte Neuwahl, nötig geworden, bei dem die relative Mehrheit ausgereicht hätte.
Neuen, im ersten Wahlgang nicht angetretenen, Bewerbern wäre es möglich gewesen im zweiten Wahlgang ebenfalls zu kandidieren.

## Ausgangslage
Traditionell ist die CDU besonders bei Kommunalwahlen stark. Die meisten Landräte in Sachsen stellte bisher die CDU. Auch bei der Landtagswahl im Jahr 1994 verteidigte die CDU ihre absolute Mehrheit und steigerte sich auf 58,1 % der Stimmen.

## Wahlergebnisse
Insgesamt traten 12 Sachsen zur Wahl an. Je drei Bewerber waren von der CDU bzw. der SPD vorgeschlagen, zwei waren Vorschläge der PDS bzw. der DSU und je einen Kandidaten schickten die Grünen und die F.D.P. ins Rennen.
Die Wahlergebnisse werden vom sächsischen Statistikamt nicht in Gänze angegeben. So fehlen Angaben zu den genauen Stimmenzahlen und zu den Namen der unterlegenen Kandidaten.
| Kreis                               | Gewählte Bewerber         | Stimmen (%)               | Vorschlag                 | weitere Vorschläge                                      |
| Regierungsbezirk Chemnitz           | Regierungsbezirk Chemnitz | Regierungsbezirk Chemnitz | Regierungsbezirk Chemnitz | Regierungsbezirk Chemnitz                               |
| ----------------------------------- | ------------------------- | ------------------------- | ------------------------- | ------------------------------------------------------- |
| Vogtlandkreis                       | Tassilo Lenk              | 52,0                      | CDU                       | SPD (19,2 %), PDS (15,6 %), F.D.P. (5,6 %), DSU (7,6 %) |
| Regierungsbezirk Dresden            |                           |                           |                           |                                                         |
| Landkreis Meißen-Radebeul           | Renate Koch               | 57,7                      | CDU                       | SPD (34,5 %), DSU (7,8 %)                               |
| Landkreis Westlausitz-Dresdner Land | Andrea Fischer            | 54,9                      | CDU                       | SPD (16,8 %), PDS (20,8 %), Grüne (7,6 %)               |